# Cmentarz wojenny w Szypliszkach
Cmentarz wojenny w Szypliszkach – cmentarz żołnierzy niemieckich i rosyjskich poległych w czasie I wojny światowej. Na cmentarzu spoczywa 142 żołnierzy niemieckich i rosyjskich.
Cmentarz znajduje się na skraju lasu po zachodniej stronie drogi krajowej nr 8, w odległości ok. 1 km na południowy zachód od miejscowości Szypliszki. Teren cmentarza jest ogrodzony drewnianym płotem. Z pobocza drogi prowadzą na cmentarz schody wykonane z betonowych płyt. Przy wejściu znajdują się dwa wymurowane z polnych kamieni słupy. Na jednym z nich znajduje się granitowa tablica informacyjna. Obszar cmentarza ma kształt prostokąta o wymiarach ok. 30 × 50 m. W centrum znajduje się drewniany krzyż ustawiony na skrzyżowaniu alejek cmentarza. Po lewej stronie głównej alei ustawione są drewniane krzyże łacińskie. Pochowani są tam żołnierze niemieccy. Widoczne są słabo zrysowane rzędy mogił oznaczonych betonowymi płytkami o wymiarach 40 × 40 cm. Mogiła zbiorowa żołnierzy rosyjskich znajduje się najprawdopodobniej po prawej stronie głównej alei, gdzie ustawione są krzyże prawosławne.
W okresie międzywojennym cmentarz znajdował się pod opieką władz polskich. W czasie II wojny światowej Niemcy prowadzili prace konserwatorskie. Niszczejący po II wojnie światowej cmentarz został uporządkowany i ogrodzony w 1980 roku z inicjatywy lokalnego środowiska ZBoWiD
Obiekt znajduje się na liście zabytków województwa podlaskiego pod numerem 330.